# Gianni Colombo
Gianni Colombo (* 1. Januar 1937 in Mailand, Italien; † 3. Februar 1993 in Melzo bei Mailand) war ein italienischer Künstler. Er war ein Vertreter der Kinetischen Kunst und der Objektkunst mit räumlichen und architektonischen Bezügen. Er beschäftigte sich in seinem Werk ebenfalls mit der Op-Art.

## Leben und Werk
Gianni Colombo studierte von 1956 bis 1959 an der Accademia di Belle Arti di Brera in Mailand. Bereits 1954 begann er mit seinen künstlerischen Tätigkeiten. Im Jahr 1958 schuf er seine ersten monochromen Reliefs. Ab dem Jahr 1959 entwickelte er seine kinetischen Objekte.
Gianni Colombo übertrug in der Entwicklung seiner Kunst die kinetische Darstellung von Bewegung immer mehr auf Räume und die Verwendung von Licht. Im Jahr 1959 war Gianni Colombo zusammen mit Giovanni Anceschi, Davide Boriani und Gabriele De Vecchi Mitbegründer der Künstlergruppe „Gruppo T“; die sich vor allem der kinetischen Kunst widmete. Er arbeitete auch eng mit Piero Manzoni und Enrico Castellani zusammen und beteiligte sich an den Ausstellungen und an den Aktivitäten der „Galerie Azimut“.
In den Jahren 1961 bis 1964 arbeitete er vorwiegend mit Lichtobjekten. Mit diesen Objekten inszenierte er die Sichtbarmachung von räumlichen Veränderungen. Im Jahr 1963 war er Mitbegründer der internationalen Künstlerbewegung «Nouvelle Tendence». Von 1967 bis 1970 beschäftigte sich Colombo mit geometrischen Körpern und deren topologischen Veränderungen. Im Jahr 1968 war er Teilnehmer der 4. documenta in Kassel in der Abteilung Ambiente. Im gleichen Jahr wurde er zur XXXIV. Internationalen Biennale für Kunst in Venedig eingeladen, wo er mit dem Environment Spazio elastico den Ersten Preis für Malerei gewann.
Seit den 1970er Jahren gestaltete er zahlreiche begehbare Raumkunstwerke. Er beschäftigte sich mit architektonischen Aspekten und bezog den Betrachter seiner Kunst unmittelbar in die von ihm geschaffenen Raumstrukturen ein. Er schuf Raumkunstwerke, die bei Verschiebung von einzelnen integrierten Elementen in Bewegung versetzt wurden.
Im Jahr 1977 gründete er, zusammen mit Giulio Turcato, Carla Accardi, Concetto Pozzati, Emilio Tadini, Carmelo Cappello und Mimmo Rotella die Gruppe „Cooperarte“ die Ausstellungen in ganz Italien organisierte.